# Жемчужников, Антон Аполлонович
Антон Аполлонович Жемчужников, 2-й (1800—1873) — декабрист.

## Биография
Родился 11 (23) апреля 1800 года. Отец — генерал-лейтенант Аполлон Степанович Жемчужников, мать — Анна Ивановна, урожд. Типольт.
В службу вступил юнкером в 8-ю артиллерийскую бригаду (1.9.1816); переведён прапорщиком в 8-ю конно-артиллерийскую роту (12.4.1819); 30 марта 1821 года был переведён в квартирмейстерскую часть (Б. Н. Чичерин в «Воспоминаниях» ошибочно указывает, что Антон Аполлонович воспитывался в Училище колонновожатых вместе со своим приятелем, Алексеем Тучковым, тогда как в училище был его старший брат — Аполлон Аполлонович).
Подпоручик — с 2 апреля 1822 года, поручик — с 29 марта 1826 года.
Член «Союза благоденствия», а по показанию декабриста П. П. Титова, был принят им в ноябре 1825 года и в «Северное общество». Другие же — Е. Оболенский, М. Нарышкин и Н. Муравьёв, — указали, что Жемчужников принадлежал к «Союзу благоденствия», «…но короткое время, и вскоре совсем отказался от участия в нём». Сам Жемчужников указывал на совершенное незнание о тайных обществах и остался до конца при своём отрицании. В результате, по распоряжению начальника Главного штаба от 21 декабря 1826 года, он был оставлен под надзором; 11 января 1827 года был уволен от службы штабс-капитаном «с обязанностью жить в г. Пензе Саранской губ<ернии>» (очевидно, должно быть в Саранске Пензенской губернии).
Прибыв в Саранск в апреле-мае 1827 года, он сразу выехал к своему отцу в Оренбург, где и жил, состоя под секретным надзором до 6 августа 1828 года, затем вернулся в Саранск.
Предводитель дворянства Лебедянского уезда Тамбовской губернии (1837—1840), владелец имения в селе Леденёвка. Был тамбовским совестным судьёй (1842).
У Жемчужникова было «совершенно оригинальное собрание анекдотов и рассказов… При основательном уме и тонкой наблюдательности, Жемчужников был человек с большим вкусом, ценитель художества, знающий садовод… „Освобождение крестьян — хорошая вещь, — говорил он, — но приступили к нему несвоевременно: надо было дождаться, когда не станет стариков“».
Жена — Прасковья Михайловна (1800—1866), дочь Михаила Степановича Коробьина.
Умер 9 (21) декабря 1873 или 11 (23) декабря 1873 года. Был похоронен вместе с женой на Ваганьковском кладбище (могилы не сохранились).